# ساجد منزل
ساجد منزل (بالإنجليزية: Sajid Manzil)‏ (مواليد 20 أبريل 1984) هو لاعب كريكت هندي المولد يمثل منتخب الكويت الوطني للكريكت.
وُلِد ساجد في الهند، وانتقل لاحقًا إلى الكويت حيث بدأ مسيرته الرياضية في الكريكت، وانضم إلى المنتخب الكويتي، وشارك في عدة بطولات دولية تم تنظيمها تحت إشراف المجلس الدولي للكريكيت. من أبرز مشاركاته كانت في دوري الكريكت العالمي القسم السادس 2013، حيث لعب ضد منتخب جيرسي بتاريخ 21 يوليو 2013.
شارك أيضًا في تصفيات كأس العالم للكريكت على مستوى الفرق المتأهلة من آسيا، وساهم بخبرته في دعم خط الضرب في المنتخب الكويتي. عُرف ساجد بدوره كلاعب ضارب (Batsman) يتميز بأسلوب لعب متزن، وقدرته على التعامل مع المواقف الصعبة في المباريات.

## وصلات خارجية
- ساجد منزل على ESPNcricinfo